# Natrium-4-hydroxybenzoat
Natrium-4-hydroxybenzoat ist eine chemische Verbindung aus der Gruppe der Parabene, genauer das Natriumsalz des Parabens.

## Eigenschaften
Natrium-4-hydroxybenzoat ist ein beiger Feststoff, der löslich in Wasser ist.

## Verwendung
Natrium-4-hydroxybenzoat wird als Zwischenprodukt zur Herstellung von Pharmazeutika und als Konservierungsmittel verwendet.